# 派卡 (亞利桑那州)
派卡（英語：Pica）是位於美國亞利桑那州亞瓦派縣的一個非建制地區。該地的面積和人口皆未知。

## 地理
派卡的座標為35°27′26″N 113°08′14″W / 35.45722°N 113.13722°W，而該地的平均海拔高度為1655米（即5429英尺）。